# Leninskij prospiekt (przystanek kolejowy)
Leninskij prospiekt (ros. Ленинский проспект) – przystanek kolejowy w miejscowości Petersburg, w Rosji. Położony jest na liniach z Dworca Bałtyckiego do Iwangorodu i Pskowa.